# Allan Svensson

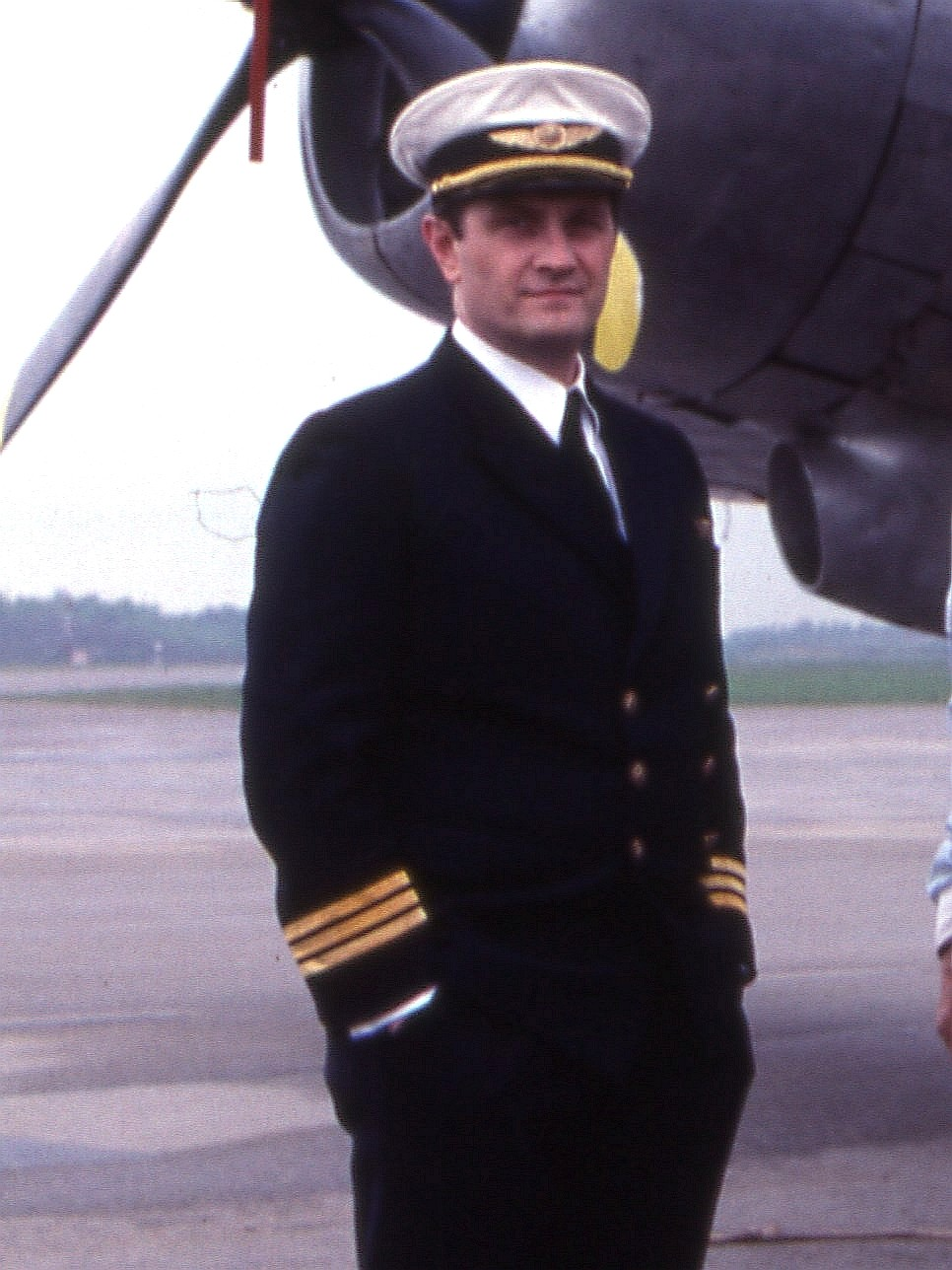
Allan Svensson på Stockholm-Bromma flygplats under inspelningen av Tre kärlekar (1990).

Dan Allan Waldemar Svensson, född 16 februari 1951 i Brännkyrka församling i Stockholm, död 17 november 2024 i Gustav Vasa distrikt i Stockholm, var en svensk skådespelare och regissör.

## Biografi
Svensson föddes i Stockholm men växte senare upp i Tranemo i Västergötland. När han var 17 år flyttade han till Värnamo i Småland där han började gymnasiet. Han gifte sig 1975 med läkaren Maria Sjögren. De fick en son 1975 och skildes 1981.
Allan Svensson utbildade sig vid Skara Skolscen och sen vidare på Teaterhögskolan i Göteborg i slutet av 1970-talet och slog igenom som unge hemmasonen Erik i TV-serien Hedebyborna. Han ingick i den fasta ensemblen på Stockholms stadsteater och både skådespelade och regisserade. På teater och på TV var rollerna varierade, han spelade Le Bret i Cyrano på Oscarsteatern, den bekväme brevbäraren Gustav Svensson i Svensson, Svensson och RF Simpson i den svenska uppsättningen av musikalen Singin' in the Rain på Oscarsteatern.
Han spelade även fars i Växjö under sommaren 2007 i Kuta och kör där han hade huvudrollen. Han gjorde sommaren 2012 rollen som Jago i Shakespeares Othello på Romateatern på Gotland, Jan Stenbeck i Fursten på Uppsala Stadsteater 2011 och titelrollen som Göran Lindberg i Kapten Klänning, också på Uppsala Stadsteater, 2014. I SVT:s julkalender 2007 En riktig jul spelade Allan Svensson jultomten. Från 2008 till 2021 spelade han polischefen Thomas Hartman i Maria Werns filmer och miniserier. Svensson var även flitigt anlitad som röstskådespelare. Han drev det egna filmproduktionsbolaget Ridåfall AB.
Svensson tyckte själv att höjdpunkten i hans karriär var när han regidebuterade med Det susar i säven 1992 på Stockholms stadsteater. Uppsättningen kom att bli en långkörare och spelades fram till 1998.
År 2021 pensionerade sig Svensson från skådespelaryrket på grund av minnesstörningar, varpå han senare flyttade in på ett vårdhem där han bodde kvar till sin bortgång i prostatacancer den 17 november 2024, 73 år gammal.
Allan Svensson är gravsatt på Norra begravningsplatsen i Solna.

## Filmografi

### Filmer
Källa: Svensk Filmdatabas.
| År   | Titel                                                 | Roll                               | Noter                       |
| ---- | ----------------------------------------------------- | ---------------------------------- | --------------------------- |
| 1983 | Gråtvalsen                                            | Telearbetaren                      |                             |
| 1983 | Lyckans ost                                           | Olle                               |                             |
| 1985 | Krympningen                                           | Robertson                          |                             |
| 1986 | Som ni vill ha det                                    | Monsieur Le Beau                   |                             |
| 1986 | Amorosa                                               | Konstapel                          |                             |
| 1986 | Räven                                                 | Karlsson                           |                             |
| 1986 | Resan till Amerika                                    | Tiger                              | Svensk röst.                |
| 1986 | Mästerdetektiven Basil Mus                            | Skrället                           | Svensk röst.                |
| 1986 | Hassel – Anmäld försvunnen                            | Sune Bengtsson                     |                             |
| 1986 | Hassel – Beskyddarna                                  | Sune Bengtsson                     |                             |
| 1986 | Saxofonhallicken                                      | Börje Anderberg                    |                             |
| 1987 | Don Juan                                              | Don Alonso                         |                             |
| 1987 | Svart gryning                                         | Clerk                              |                             |
| 1987 | Fyra dagar som skakade Sverige – Midsommarkrisen 1941 | Karl Gustaf Westman                |                             |
| 1988 | Strul                                                 | Connys advokat                     |                             |
| 1988 | Lindas längtan                                        |                                    | Kortfilm.                   |
| 1989 | Oliver & gänget                                       | Einstein                           | Svensk originalröst (1989). |
| 1989 | Kronvittnet                                           | Åklagaren                          |                             |
| 1989 | Hassel – Slavhandlarna                                | Sune Bengtsson                     |                             |
| 1989 | Hassel – Säkra papper                                 | Sune Bengtsson                     |                             |
| 1989 | Hassel – Terrorns finger                              | Sune Bengtsson                     |                             |
| 1989 | Hassel – Offren                                       | Sune Bengtsson                     |                             |
| 1989 | Den döende dandyn                                     | Rolf de Maré                       |                             |
| 1990 | Hjälten                                               | Bilisten                           |                             |
| 1990 | Bernard och Bianca i Australien                       | McLeach                            | Svensk röst.                |
| 1991 | Agnes Cecilia – en sällsam historia                   | Anders Sjöborg                     |                             |
| 1991 | Resan till Amerika – Fievel i vilda västern           | Tiger                              | Svensk röst.                |
| 1992 | Hassel – De giriga                                    | Sune Bengtsson                     |                             |
| 1992 | Hassel – Svarta banken                                | Sune Bengtsson                     |                             |
| 1992 | Hassel – Botgörarna                                   | Sune Bengtsson                     |                             |
| 1992 | Hassel – Utpressarna                                  | Sune Bengtsson                     |                             |
| 1993 | Rädda Willy                                           | Randolph                           | Svensk röst.                |
| 1993 | Härifrån till Kim                                     | Huvudläraren                       |                             |
| 1995 | Rädda Willy 2                                         | Randolph                           | Svensk röst.                |
| 1995 | Sommaren                                              | Ralf Hagberg                       |                             |
| 1995 | Bert – den siste oskulden                             | Pastor Bruno Storm                 |                             |
| 1996 | Vinterviken                                           | Lärare                             |                             |
| 1996 | Hjältar                                               | Supermarkedesbestyrer              |                             |
| 1996 | Dödsdansen                                            | Kurt                               |                             |
| 1996 | Ellinors bröllop                                      | Lennart                            |                             |
| 1997 | Svensson, Svensson – filmen                           | Gustav Svensson                    |                             |
| 1997 | Rädda Willy 3                                         | Randolph                           | Svensk röst.                |
| 1998 | Resan till Amerika - Skatten på Manhattan             | Tiger                              | Svensk röst.                |
| 1999 | Resan till Amerika - Mysteriet med nattmonstret       | Tiger                              | Svensk röst.                |
| 1999 | Asterix och Obelix möter Caesar                       | Obelix                             | Svensk röst.                |
| 1999 | Klinkevals                                            | Slagter Bengtson                   |                             |
| 2000 | Hassel – Förgörarna                                   | Sune Bengtsson                     |                             |
| 2000 | Hjärta av sten                                        | Max                                |                             |
| 2000 | Juliane                                               | Slagtermester Bengtsson            |                             |
| 2000 | Detektor                                              | Ronny                              |                             |
| 2001 | Kejsarens nya stil                                    | Pacha                              | Svensk röst.                |
| 2001 | Monsters, Inc.                                        | James P. "Sulley" Sullivan         | Svensk röst.                |
| 2001 | Harry Potter och de vises sten                        | Rubeus Hagrid                      | Svensk röst.                |
| 2002 | Asterix & Obelix: Uppdrag Kleopatra                   | Obelix                             | Svensk röst.                |
| 2002 | Harry Potter och Hemligheternas kammare               | Rubeus Hagrid                      | Svensk röst.                |
| 2002 | Karlsson på taket                                     | Herr Svantesson                    | Röstroll.                   |
| 2004 | Kogänget                                              | Hunden Rusty                       | Svensk röst.                |
| 2004 | Harry Potter och fången från Azkaban                  | Rubeus Hagrid                      | Svensk röst.                |
| 2004 | Hajar som hajar                                       | Don Lino                           | Svensk röst.                |
| 2004 | Superhjältarna                                        | Robert "Bob" Parr / Mr. Incredible | Svensk röst.                |
| 2005 | Tusenbröder – Återkomsten                             | Holger                             |                             |
| 2005 | Wallander – Bröderna                                  | Johan Karlsson                     |                             |
| 2005 | Harry Potter och den flammande bägaren                | Rubeus Hagrid                      | Svensk röst.                |
| 2005 | Kejsarens nya stil 2 – Kronks nya stil                | Pacha                              | Svensk röst.                |
| 2006 | Tusenbröder – Återkomsten                             | Holger                             |                             |
| 2006 | Göta kanal 2 – kanalkampen                            | Slussvakt i Sjötorp                |                             |
| 2007 | Harry Potter och Fenixorden                           | Rubeus Hagrid                      | Svensk röst.                |
| 2008 | Asterix på olympiaden                                 | Obelix                             | Svensk röst.                |
| 2008 | Pokerface                                             | Lars-Erik                          | Kortfilm.                   |
| 2011 | Åsa-Nisse – wälkom to Knohult                         | Storbonden                         |                             |
| 2011 | Maria Wern – Drömmar ur snö                           | Thomas Hartman                     |                             |
| 2011 | Maria Wern – Må döden sova                            | Thomas Hartman                     |                             |
| 2011 | Maria Wern – Svart fjäril                             | Thomas Hartman                     |                             |
| 2011 | Maria Wern – Pojke försvunnen                         | Thomas Hartman                     |                             |
| 2011 | Svensson, Svensson – i nöd och lust                   | Gustav Svensson                    |                             |
| 2011 | Tintins äventyr: Enhörningens hemlighet               | Allan Thompson                     | Svensk röst.                |
| 2012 | Maria Wern – Inte ens det förflutna                   | Thomas Hartman                     |                             |
| 2012 | Modig                                                 | Lord Dingwall                      | Svensk röst.                |
| 2012 | Asterix & Obelix och britterna                        | Obelix                             | Svensk röst.                |
| 2013 | Monsters University                                   | James P. "Sulley" Sullivan         | Svensk röst.                |
| 2013 | Maria Wern – Drömmen förde dig vilse                  | Thomas Hartman                     |                             |
| 2013 | Maria Wern – Först när givaren är död                 | Thomas Hartman                     |                             |
| 2013 | Emil & Ida i Lönneberga                               | Anton Svensson                     | Röstroll                    |
| 2014 | Lego-filmen                                           | Vitruvius                          | Svensk röst.                |
| 2014 | Manolos magiska resa                                  | Carlos Sánchez                     | Svensk röst.                |
| 2014 | Pettson och Findus – Roligheter                       | Gustavsson                         | Svensk röst.                |
| 2015 | Asterix – Gudarnas hemvist                            | Obelix                             | Svensk röst.                |
| 2016 | Maria Wern – Min lycka är din                         | Thomas Hartman                     |                             |
| 2016 | Maria Wern – De döda tiger                            | Thomas Hartman                     |                             |
| 2016 | Maria Wern – Dit ingen når                            | Thomas Hartman                     |                             |
| 2016 | Maria Wern – Smutsiga avsikter                        | Thomas Hartman                     |                             |
| 2016 | The Angry Birds Movie                                 | Den mäktiga örnen                  | Svensk röst.                |
| 2016 | Husdjurens hemliga liv                                | Tiberius                           | Svensk röst.                |
| 2016 | Pettson och Findus – Juligheter                       | Gustavsson                         | Svensk röst.                |
| 2018 | Superhjältarna 2                                      | Robert "Bob" Parr / Mr. Incredible | Svensk röst.                |
| 2018 | Pettson och Findus – Findus flyttar hemifrån          | Gustavsson                         | Svensk röst.                |
| 2019 | The Angry Birds Movie 2                               | Den mäktiga örnen                  | Svensk röst.                |
| 2019 | Asterix: Den magiska drycken                          | Obelix                             | Svensk röst.                |
| 2019 | Tills Frank skiljer oss åt                            | Mats                               |                             |

### TV
| År        | Titel                                | Roll                          | Noter                       |
| --------- | ------------------------------------ | ----------------------------- | --------------------------- |
| 1977      | Soldat med brutet gevär              | Gunnar                        |                             |
| 1978–1982 | Hedebyborna                          | Erik Gustafsson               | Avsnitt 1–10, 12–18.        |
| 1983      | Distrikt 5                           | Arbetsgivaren                 | Avsnitt 2.                  |
| 1985      | Rid i natt!                          | Elling                        |                             |
| 1985      | August Strindberg: Ett liv           | Adjutanten                    | Avsnitt 2: "Det nya riket". |
| 1986      | Sammansvärjningen                    | Jacob Johan Anckarström       |                             |
| 1986      | Prästkappan                          | De la Mothe                   |                             |
| 1987      | Varuhuset                            | Ove Berg / Rånaren            | Avsnitt 1–2, 12–13.         |
| 1987      | Hästens öga                          | Trafikpolisen                 |                             |
| 1988      | Stoft och skugga                     | Plejad                        |                             |
| 1988      | Kråsnålen                            | Mäster Palm                   |                             |
| 1989–1991 | Tre kärlekar                         | Löjtnant Brantfors            |                             |
| 1990      | Raoul Wallenberg - fånge i Sovjet    | Arne S. Lundberg              | Avsnitt 3.                  |
| 1990      | Rosenbaddarna                        | Erik Linde                    | Avsnitt 8.                  |
| 1990      | Den svarta cirkeln                   | Stefan De Witt                |                             |
| 1990      | Kära farmor                          | Strindberg                    |                             |
| 1991      | Uppfinnaren                          | DKP-ledare                    |                             |
| 1991      | Fasadklättraren                      | Fängelsevakt                  |                             |
| 1991      | Tre terminer                         | Ernst Angel                   |                             |
| 1992–1993 | Kejsarn av Portugallien              | Gunnarsson                    |                             |
| 1993      | Rosenbaum                            | Edvard Dahl                   | Avsnitt 3.                  |
| 1994      | Bert                                 | Pastor Bruno Storm            |                             |
| 1994–2008 | Svensson, Svensson                   | Gustav Svensson               |                             |
| 1996      | Cluedo – en mordgåta                 | Carl Ingvar Kolfvén           |                             |
| 1996–2000 | Vänner och fiender                   | Sven-Olof Sundin              |                             |
| 1999      | Jakten på en mördare                 | Torsten Östlund               |                             |
| 2001      | Agnes                                | Förälder                      |                             |
| 2002      | Nya tider                            | Walter                        |                             |
| 2002      | Karlsson på taket                    | Herr Svantesson               |                             |
| 2003      | Män emellan                          | Wolfgang                      |                             |
| 2003      | Paragraf 9                           | Gunnar Ricklöf                |                             |
| 2003      | Håkan Bråkan                         | Jultomten                     | SVT:s julkalender 2003      |
| 2004      | Kvinnor emellan                      | Wolfgang                      |                             |
| 2005      | Coachen                              | Bengt                         |                             |
| 2005      | God morgon alla barn                 | Skolinspektör Anton Karlqvist |                             |
| 2006      | Nisse Hults historiska snedsteg      | Hovadjudant Horn / General    | Avsnitt 1 och 6.            |
| 2007      | Tusenbröder                          | Holger                        | Säsong 3, avsnitt 2.        |
| 2007      | En riktig jul                        | Jultomten                     | SVT:s julkalender 2007      |
| 2008      | Oskyldigt dömd                       | Johnny Jönsson                | Avsnitt 6.                  |
| 2008      | Maria Wern – Främmande fågel         | Thomas Hartman                |                             |
| 2010      | Maria Wern – Stum sitter guden       | Thomas Hartman                |                             |
| 2010      | Maria Wern – Alla de stillsamma döda | Thomas Hartman                |                             |
| 2011      | Stockholm-Båstad                     | Börje Edvardsson              |                             |
| 2012      | Gustafsson 3 tr                      | Börje                         |                             |
| 2013      | Fröken Frimans krig                  | Frithiof Johannesson          |                             |
| 2016–2017 | Gåsmamman                            | Henrik Östling                |                             |
| 2018      | Maria Wern – Den eld som brinner     | Thomas Hartman                |                             |
| 2018      | Maria Wern – Ringar på vattnet       | Thomas Hartman                |                             |
| 2019      | Panik i tomteverkstan                |                               |                             |
| 2020      | Stall-Erik och snapphanarna          |                               | Under produktion.           |
| 2021      | Maria Wern - Fienden ibland oss      | Thomas Hartman                |                             |

### Datorspel
| År   | Titel                        | Roll                      | Noter        |
| ---- | ---------------------------- | ------------------------- | ------------ |
| 2013 | Disney Infinity              | Sulley och Mr. Incredible | Svensk röst. |
| 2014 | Disney Infinity: 2.0 Edition | Sulley och Mr. Incredible | Svensk röst. |

## Teater

### Roller (ej komplett)
| År   | Roll                      | Produktion                                                                        | Regi                   | Teater                   |
| ---- | ------------------------- | --------------------------------------------------------------------------------- | ---------------------- | ------------------------ |
| 1978 | En ädling                 | Othello William Shakespeare                                                       | Johan Bergenstråhle    | Stockholms stadsteater   |
| 1979 | Steve Lagesson            | Söndagsgäster Björn Runeborg                                                      | Stig Ossian Ericson    | Stockholms stadsteater   |
| 1979 | Isak                      | Platonov Anton Tjechov                                                            | Otomar Krejča          | Stockholms stadsteater   |
| 1980 | Studenten                 | Hoppla, vi lever! Ernst Toller                                                    | Fred Hjelm             | Stockholms stadsteater   |
| 1982 | Vee Lowell nr: 17         | Maratondansen Horace McCoy                                                        | Fred Hjelm             | Stockholms stadsteater   |
| 1983 | Andrej Prozorov           | Tre systrar Tor Isedal                                                            | Otomar Krejča          | Stockholms stadsteater   |
| 1984 | En lord Petruchio         | Så tuktas en argbigga William Shakespeare                                         | Marianne Rolf          | Stockholms stadsteater   |
| 1985 | Leonardo                  | Sommarnöjet Carlo Goldoni                                                         | Allan Edwall           | Stockholms stadsteater   |
| 1989 | Jake                      | Den stora lögnen Sam Shepard                                                      | Jan Håkanson           | Stockholms stadsteater   |
| 1995 | Le Bret                   | Cyrano Sebastian, Pierre Westerdahl och Fleming Enevold                           | Åsa Melldahl           | Oscarsteatern            |
| 1997 |                           | Jag älskar dig, markatta Noël Coward                                              | Giles Havergal         | Vasateatern              |
| 1997 | Gustav Svensson           | Svensson, Svensson Tomas Tivemark, Johan Kindblom och Michael Hjorth              | Mikael Ekman           | Chinateatern             |
| 2001 | Björn Cervieng            | Temperance Staffan Göthe                                                          | Wilhelm Carlsson       | Malmö Dramatiska Teater  |
| 2003 | Henri Labisse             | Victor/Victoria Blake Edwards, Leslie Bricusse, Henry Mancini och Frank Wildhorn  | Anders Aldgård         | Oscarsteatern            |
| 2004 | Conny                     | Fångad på nätet Ray Cooney                                                        | Bo Hermansson          | Oscarsteatern            |
| 2006 | R.F Simpson               | Singin' in the rain Betty Comden, Adolph Green, Arthur Freed och Nacio Herb Brown | Bo Hermansson          | Oscarsteatern            |
| 2008 |                           | Park Avenue Lucas Svensson                                                        | Tobias Theorell        | Göteborgs stadsteater    |
| 2009 | Gustav Svensson           | Svensson, Svensson på semester Tomas Tivemark, Michael Hjorth och Johan Kindblom  | Leif Lindblom          | Krusenstiernska gården   |
| 2011 | Roy Cohn                  | Angels in America Tony Kushner                                                    | Eva Dahlman            | Stockholms stadsteater   |
| 2011 | Paul                      | Vänner Alan Ayckbourn                                                             | Sissela Kyle           | Stockholms stadsteater   |
| 2012 | Jane m.fl.                | Mysteriet Myrna Vep Charles Ludlam                                                | Anders Aldgård         | Nöjesteatern             |
| 2013 | Gajev                     | Körsbärsträdgården Anton Tjechov                                                  | Eirik Stubø            | Stockholms stadsteater   |
| 2014 | Gösta Struve              | Charmörer på vift Franz Arnold och Ernst Bach                                     | Bo Hermansson          | Krusenstiernska gården   |
| 2016 | Erik                      | Rakt ner i fickan Michael Cooney                                                  | Edward af Sillén       | Krusenstiernska gården   |
| 2017 | Carl von Ossietzky, fånge | Bortförd vid midnatt Mark Hayhurst                                                | Philip Zandén          | Kulturhuset Stadsteatern |
| 2017 | Theodor                   | Flaggan i topp Franz Arnold och Ernst Bach                                        | Adde Malmberg          | Krusenstiernska gården   |
| 2017 | Medverkande               | Skillnadernas Stockholm Ellen Lamm och Eric Ericson                               | Ellen Lamm             | Kulturhuset Stadsteatern |
| 2018 | Borgmästaren              | Besök av en gammal dam Friedrich Dürrenmatt                                       | Katrine Wiedemann      | Kulturhuset Stadsteatern |
| 2019 |                           | Mr. Morfar Bjarni Haukur Thorsson                                                 | Bjarni Haukur Thorsson | Intiman Turné            |

### Regi
| År   | Produktion                      | Upphovsmän   | Teater                 |
| ---- | ------------------------------- | ------------ | ---------------------- |
| 2015 | Momo eller Kampen om tiden Momo | Michael Ende | Stockholms stadsteater |